# Pashchimi Singhbhum
Pashchimi Singhbhum (West-Singhbhum) is een district van de Indiase staat Jharkhand. Het district telt 2.080.265 inwoners (2001) en heeft een oppervlakte van 9906 km².
Bokaro · Chatra · Deoghar · Dhanbad  · Dumka · Garhwa · Giridih · Godda · Gumla · Hazaribagh · Jamtara · Khunti · Koderma · Latehar · Lohardaga · Pakur · Palamu · Pashchimi Singhbhum · Purbi Singhbhum · Ramgarh · Ranchi · Sahebganj · Saraikela Kharsawan · Simdega